# Rio Ardan
O Rio Ardan é um rio da Romênia afluente do rio Şieu, localizado no distrito de Bistriţa-Năsăud.